# Hiéroglyphe égyptien E6
Pour les articles homonymes, voir Cheval (homonymie).
Le hiéroglyphe égyptien E6 (cheval) est classifié dans la section E « Mammifères » de la liste de Gardiner ; il y est noté E6.

## Représentation
Il représente un cheval (Equus ferus caballus) cabré. Il est translittéré ssm.t.

## Utilisation
| z · z | m | t | E6 |

| z · z | m | t | E6 |

« cheval (générique), jument (spécifique) ».
C'est un déterminatif du champ lexical du cheval.

## Exemples de mots
| i | R7 | G29 | r · Z1 | E6 |

| i | R7 | G29 | r · Z1 | E6 |

| H | t&r | E6 |

| H | t&r | E6 |

| z · z | m | t | E6 |

| z · z | m | t | E6 |